# カンザスシティ・ジャズ

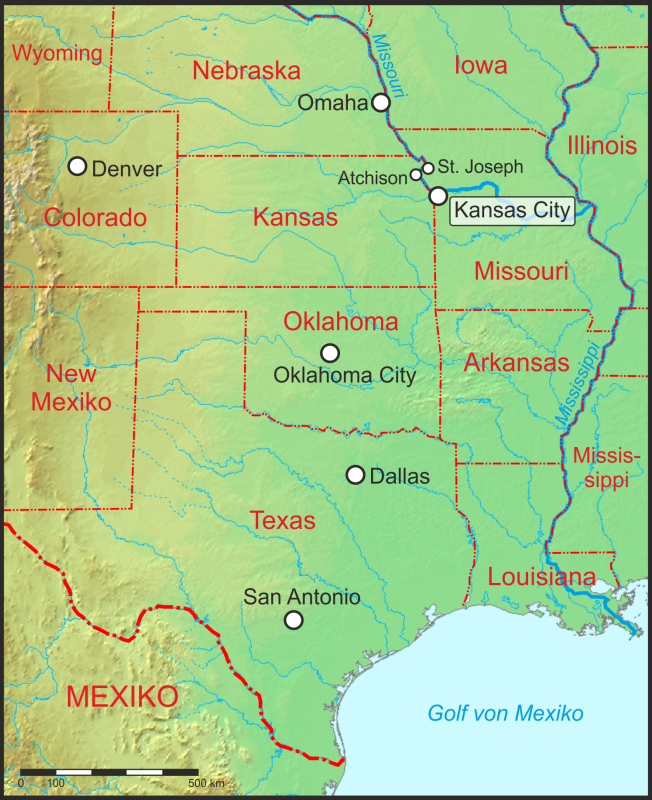
カンザスシティ・ジャズが人気を得た街の数々

カンザスシティ・ジャズ（Kansas City jazz）は、1920年代から1930年代にかけてミズーリ州カンザスシティで発展したジャズのスタイルで、構造化されたビッグバンド・スタイルから、より即興的なビバップ・スタイルへの移行を示した。ハード・スウィングでブルージーなトランジション・スタイルは、1929年にベニー・モーテン指揮のカンザスシティ・オーケストラと契約したカウント・ベイシーと、アメリカにおけるビバップ・スタイルの先駆けとなったカンザスシティ出身のチャーリー・パーカーに分類される。ニューオーリンズがジャズ発祥の地である一方、「アメリカの音楽」はカンザスシティで育ったと言われている。
したがって、カンザスシティは最も人気のある「ジャズ発祥の地」のひとつとして知られている。他の都市には、ニューオーリンズ、シカゴ、セントルイス、ピッツバーグ、フィラデルフィア、ニューヨークなどがある。カンザスシティは、市内の多くの会場を管理していたローカル627 A.F.M.の組織化されたミュージシャンで知られていた。

## 背景
全国的な名声を獲得したカンザスシティ最初のバンドは、1920年代に全国放送を行った白人グループ、クーン＝サンダース・オリジナル・ナイトホーク・オーケストラであった。しかし、カンザスシティ・ジャズの門下にあるとされているのは、ベニー・モーテン、アンディ・カーク、ハーラン・レナード、ジョージ・E・リー、カウント・ベイシー、ジェイ・マクシャンが率いるバンドなどで、1920年代から1930年代の黒人バンドと同一視されている。
1930年代のカンザスシティはまさにアメリカの交差点であり、さまざまな文化が混ざり合った。当時の大陸横断旅行は、飛行機であれ鉄道であれ、多くの場合、都市に立ち寄る必要があった。この時代は、政治的ボスであったトム・ペンダーガストが権力の頂点を示していた。カンザスシティは酒が盛んで、広大な町であった。法律や時間が完全に無視されていて、新たなストーリーヴィルと呼ばれていた。このスタイルに関連するジャズ・ミュージシャンのほとんどは他の場所で生まれたが、演奏者間の友好的な音楽競争に巻き込まれて、単一の曲を様々なバリエーションによって一晩中演奏し続けることもあった。多くの場合、ビッグバンドのメンバーは、夕方早くに通常の会場で演奏し、その後、ジャズ・クラブに行き、夜の残りの間にジャムをするということがよくあった。
ジェイ・マクシャンは、2003年にAP通信に次のように語った。
猫のじゃれ合う音が聞こえたとき、誰かが「この猫、まるでカンザスシティから来たみたいだね」と言うでしょう。それがカンザスシティ・スタイルでした。東海岸では彼らはそれを知っていました。西海岸でも彼らはそれを知っていました。彼らは北でもそれを知っていましたし、南でもそれを知っていました。
クロード・“フィドラー”・ウィリアムスは、その場面を次のように描写した。
カンザスシティでは他の場所とは違っていて、一晩中ジャムをしていたんだ。そして、（もしも）あなたがここに来て……間違ったものを演奏しているなら、私たちはあなたを正します。
クラブは市内全域に点在していたが、最も肥沃な地域となっていたのは、18番街とヴァインを取り巻くインナーシティであった。
クラブの中には、アモス・アンド・アンディ、ブルバード・ラウンジ、チェリー・ブロッサム、チェスターフィールド・クラブ、チョコレート・バー、ダンテズ・インフェルノ、エルクス・レスト、ハワイアン・ガーデンズ、ヘルズ・キッチン、ハイ・ハット、ヘイ・ヘイ・クラブ、ローン・スター、オールド・ケンタッキー・バー・B・キュー、パセオ・ボールルーム、プラモール・ボールルーム、リノ・クラブ、スピニング・ホイール、ストリート・ブルー・ルーム、サブウェイ、サンセットックスなどがあった。
1936年、音楽プロデューサーのジョン・ハモンドがカーラジオでカウント・ベイシーを発見したとき、カンザスシティの影響力は公然と全国シーンに移された。ペンダーガストは1940年に所得税詐欺で有罪判決を受け、市はクラブを取り締まり、事実上、時代に終止符を打った。

## スタイル
カンザスシティ・ジャズは、次の音楽要素によって区別される。
- 当時の他のジャズ・スタイルに見られた2ビートの感触よりも4の感触 (ウォーキング) を好むこと。これにより、カンザスシティ・ジャズは以前のジャズ・スタイルよりもリラックスした流れるようなサウンドになった。
- ソロの延長。政治的ボス、トム・ペンダーガストの下でのノンストップなナイトライフに刺激されて、カンザスシティのジャム・セッションは日の出近くまで続き、ただ自分の技術を披露するのではなく、競争の激しい雰囲気と、単に楽器で「何かを言う」ことを目的とする独特のジャズ文化を育んだ。1つの「曲」が数時間にわたって演奏されることも珍しくなく、最高のミュージシャンは一度に数十のコーラスをソロで演奏することもよくあった。
- いわゆる「ヘッド・アレンジメント（頭によるアレンジ）」。カンザスシティ・ビッグバンドは、当時の他のビッグバンドのように目で見て判断するのではなく、暗譜で演奏することが多く、共同で作曲、編曲を行っていた。これはさらに、伸びやかで自発的なカンザスシティ・サウンドに貢献した。
- 濃厚なブルースの影響があり、カンザスシティの曲は32小節のAABA標準ではなく、12・バー・ブルース構造に基づいていることがよくある（ただし「Moten Swing」という曲は、このAABA形式である）。
- カンザスシティ・ジャズの最も顕著な特徴の1つは、さまざまなセクションによる頻繁で精緻なリフである。リフは集合的に作成されることが多く、あるいは即興で作られることもあるが、その形式はさまざまだ。 a) あるセクションだけがリフを奏で、音楽の主な焦点として機能する。 b) ソリストの後ろでリフを奏でるセクションがあり、曲に興奮を加える。または c) 2つ以上のセクションが対位法でリフし、刺激的で複雑なサウンドを作り出す。たとえば、カウント・ベイシーの代表曲「One O'Clock Jump」と「Jumpin' at the Woodside」は、主にリフの集合体であり、ヘッド・アレンジメントで記憶され、ソロで区切られている。グレン・ミラーの有名なスウィング・アンセム「イン・ザ・ムード」は、このカンザスシティのリフ・セクションのパターンに忠実に従っており、おそらく1930年代後半までにこのスタイルがより大きな音楽界に影響を与えていったことを例示していると思われる。

## 余波
カンザスシティは毎年、カンザスシティ・ジャズとカンザスシティ動物園への資金集めに特化した慈善募金活動である「Jazzoo」を讃えている。2011年、「Jazzoo」は全米最大の慈善募金活動家の1つとなり、80万ドル以上を集めた。

## ミュージシャン
- カウント・ベイシー
- アール・カルーザース
- バック・クレイトン
- マックスウェル・デイヴィス
- ハーシェル・エヴァンス
- コールマン・ホーキンス
- ピート・ジョンソン
- ジョー・ジョーンズ
- アンディ・カーク
- キング・コーラクス
- ジュリア・リー
- ジョージ・E・リー
- ハーラン・レナード
- ジミー・ランスフォード
- ジェイ・マクシャン
- ベニー・モーテン
- ホット・リップス・ペイジ
- ウォルター・ペイジ
- チャーリー・パーカー
- サミー・プライス
- ジミー・ラッシング
- ビッグ・ジョー・ターナー
- ベン・ウェブスター
- クロード・ウィリアムス
- メアリー・ルー・ウィリアムス
- レスター・ヤング

## 選りすぐりディスコグラフィ
初期のジャズとスウィング時代の音楽:
- Various artists : The Real Kansas City of the 20's, 30's & 40's, Columbia/Legacy (1996年)
- Various artists : Jazz - Kansas City Style, Topaz Jazz/Pearl (1996年)
- Various artists : The Cradle of Jazz, The International Music Co. (2000年) ※2CD[8][9]
- Various artists : Kansas City Jazz 1924-1942, Frémeaux & Associés [France] (2005年) ※2CD

## 書誌
- Frank Driggs and Chuck Haddix, Kansas City Jazz: From Ragtime to Bebop--A History New York: Oxford University Press, 2006, ISBN 978-0-19-530712-2
- Haddix, Chuck. Rags to Be-bop: the Sounds of Kansas City Music, 1890-1945. [Text by] Chuck Haddix. Kansas City, Mo.: University of Missouri at Kansas City, University Libraries, Marr Sound Archives, 1991. Without ISBN
- Nathan W. Pearson, Jr., Goin' to Kansas City. Urbana, Il.: University of Illinois Press, 1988, ISBN 0-252-06438-0
- Nathan W. Pearson, Jr., Political and Musical Forces That Influenced the Development of Kansas City Jazz. In: Black Music Research Journal Vol. 9 (2), (1989), pp. 181–192
- Ross Russell, Jazz Style in Kansas City and the Southwest, University of California Press, Berkeley, 1971, ISBN 0-520-01853-2
- Gunther Schuller, The Swing Era: The Development of Jazz, 1930-1945 (The History of Jazz, Vol. 2), New York: Oxford University Press, 1991